# فینال جام اتحادیه فوتبال انگلستان ۲۰۰۳
فینال جام اتحادیه فوتبال انگلستان ۲۰۰۳، رقابت پایانی جام اتحادیه فوتبال انگلستان در سال ۲۰۰۳ میلادی است که مابین دو تیم باشگاه فوتبال لیورپول و باشگاه فوتبال منچستر یونایتد در ورزشگاه میلنیوم کاردیف برگزار شده‌است.
این مسابقه که در تاریخ ۲ مارس ۲۰۰۳ انجام شده‌است با نتیجه 2 بر ۰ به سود تیم باشگاه فوتبال لیورپول به پایان رسید.